# Caridina macrophora
Caridina macrophora е вид десетоного от семейство Atyidae.

## Разпространение и местообитание
Видът е разпространен в Тайланд.
Обитава крайбрежията на сладководни басейни.